# Ермаков, Дмитрий Алексеевич
Дмитрий Алексеевич Ермаков (род. 7 февраля 1993 года) - российский пловец. Экс-рекордсмен мира.

## Карьера
Плаванием занимается в специализированной школе олимпийского резерва «Юность Москвы». 
В 2011 году Дмитрий стал победителем юниорского первенства мира в эстафете 4×200 метров вольным стилем. В 2012 году в эстафете 4×200 метров вольным стилем Дмитрий выиграл золотую медаль чемпионата России.
В 2013 году Дмитрию было присвоено спортивное звание мастер спорта России международного класса. В этом же году на Кубке мира в Москве в составе смешанной команды России в эстафете 4x50 вольным стилем  установил мирововй рекорд.
На чемпионате мира 2014 года по плаванию на короткой воде был удостоен бронзовой медали за участие в предварительном заплыве в эстафете 4×200 метров вольным стилем.
Серебряный призёр XXXII чемпионата Европы по водным видам спорта 2014 года в Берлине (Германия)  в  эстафете 4×200 метров вольным стилем.
В 2015 году на Всемирной Универсиаде в Кванджу в составе эстафетной команды  4×100 метров вольным стилем стал бронзовым призером.